# Ozicrypta walkeri
Ozicrypta walkeri is een spinnensoort uit de familie van de Barychelidae. De soort komt voor in Queensland.